# 로저빌
로저빌(Gerbillus lowei)은 황무지쥐아과에 속하는 설치류의 일종이다. 수단 제벨 마라 고지대에 주로 분포한다. 야생에 현존하는 개체수는 약 250마리 이하로 간주되고 있다.

## 생태
주로 땅 위에서 생활하지만 육상성 동물이고 야행성이다. 풀과 식물이 무성하게 덮여 있는 곳의 바위 사이에서 서식한다.

## 분포 및 서식지
모식 산지인 수단 다르푸르 마라산 지역에서만 알려져 있고, 해발 2,300m와 3,000m 사이에서 서식한다.